# Åbjøra
Åbjøra ou Åelva é um rio no município de Bindal no condado de Nordland, Noruega. O rio nasce nas montanhas no sudeste de Bindal, passa por alguns lagos, incluindo o lago Åbjørvatnet, depois da aldeia de Åbygda, e termina no fiorde Osan, não muito longe da aldeia de Terråk. É um rio pequeno, mas bom para a pesca do salmão ou truta do mar.